# Senneçay
Senneçay är en kommun i departementet Cher i regionen Centre-Val de Loire i de centrala delarna av Frankrike. Kommunen ligger  i kantonen Levet som tillhör arrondissementet Bourges. År 2022 hade Senneçay 451 invånare.

## Befolkningsutveckling
Antalet invånare i kommunen Senneçay
Referens:INSEE